# 目視聯星
目視聯星是受到引力束縛，並且可以分解成兩顆星的聯星系統。根據克卜勒第三定律，這些恆星的週期從幾年到幾千年不等。目視聯星由兩顆恆星組成，而且通常兩者有不同的亮度。因此，較亮的那一顆恆星稱為主星，較暗的恆星稱為伴星。如果主星相對於伴星過於明亮，則會導致眩光，從而難以分辨出是兩顆恆星。然而，如果對較亮恆星的觀測顯示它圍繞質心擺動，就有可能分辨出這個系統。一般而言，如果一對聯星之間的距離大於1弧秒，那麼就可以用望遠鏡將其分辨出是兩顆恆星。但用現代的專業望遠鏡、干涉儀或天基設備(太空望遠鏡)，可以分辨出距離更近的聯星。
對於一對目視可見的聯星系統，測量值需要以弧秒為單位來組織兩者在天空中的視角間隔和位置角，即從北向東量測的伴星相對於主星的角度。在一段時間內，目視聯星系統的視相對軌道將出現在天球上。對目視聯星的研究揭露了許多有用的恆星特徵：質量、密度、表面溫度、光度和旋轉速率。

## 距離
為了計算出目視聯星系統各組成部分的質量，首先必須確定到該系統的距離。理論上，以三角測量的視差，天文學家可以直接計算出恆星的距離，並從觀測中估算出兩顆恒星的旋轉週期和間隔，而成為直接計算出恆星質量的方法。但這種方法並不適用於目視聯星系統，但它確實成為一種間接方法，稱為動力視差法的基礎。

### 三角視差
為了使用這種方法，必須在地球繞太陽公轉軌道的相對側，測量這一顆相對於較遠的背景出現的相對位置移動。從下面的方程式中得知距離{\displaystyle d}：
{\displaystyle d={\frac {1AU}{\tan(p)}}}
此處的{\displaystyle p}是視差，測量的單位是弧秒。

### 動力視差
這個方法僅適用於聯星系統。先假設這個聯星系統的質量是太陽的兩倍。然後應用克卜勒定律，確定兩星之間的距離。一旦找到了這個距離，就可以利用天空中的弧找到與地球的距離，提供一個臨時的距離量測。從這個距離的測量值和視星等，可以得到亮度（絕對星等），並利用質量-亮度關係，得到個別恆星的質量。利用這個質量重新計算分離的距離，經過多次的重複修正與計算，精確度可以高達5%以內。一種更複雜的計算方法是考慮恆星質量隨時間的損失。

### 分光視差
分光視差是量測聯星距離常用的另一種方法。這個名詞只是強調距離倍估計的事實，並沒有量測視差。在這種方法中，恆星的光度是根據其光譜來估計的。重要的是要注意，從一個給定類型的遙遠恆星光譜被假定為與同一類型的近距離恆星光譜相同。然後根據恆星在其生命週期中所處的位置，在赫羅圖上為其指定一個位置。恆星的光度可以通過比較附近恆星的光譜來估計。然後通過以下的平方反比定律確定距離： 
{\displaystyle b={\frac {L}{4\pi d^{2}}}}
其中的{\displaystyle b}是視亮度，{\displaystyle L}是光度。
以太陽為參照，我們可以寫成：
{\displaystyle {\frac {L}{L_{\odot }}}=({\frac {d_{\odot }^{2}}{b}})({\frac {d^{2}}{b_{\odot }}})}
其中的下標{\displaystyle \odot }表示是與太陽相關的參數。
整理方程式將{\displaystyle d^{2}}重新排列，就可以估計距離。
{\displaystyle d^{2}=({\frac {L}{L_{\odot }}})({\frac {b_{\odot }}{b}})}

## 克卜勒定律
兩顆彼此互繞著它們質心運行的恆星，也必須遵守克卜勒定律。這意味著軌道是一個橢圓形，質心位於橢圓的兩個焦點之一（克卜勒第一定律）。軌道滿足這樣一個事實，即連接恆星和質心的一條直線在相等的時間內掠過相同的面積
（克卜勒第二定律）。軌道運動也必須滿足克卜勒第三定律。
克卜勒第三定律可以表述為："行星軌道週期的平方與其半長軸的立方成正比。" 
{\displaystyle T^{2}\propto a^{3}}
其中，{\displaystyle T}是行星的軌道週期，{\displaystyle a}是軌道的半長軸  。

### 牛頓的概括化
考慮一個聯星系統。它由兩顆恆星組成，質量分別為{\displaystyle m_{1}}和{\displaystyle m_{2}}，圍繞著它們質心運行的{\displaystyle m_{1}}具有相對於質心的位置向量{\displaystyle r_{1}}和軌道速度{\displaystyle v_{1}}，{\displaystyle m_{2}}具有相對於質心的位置向量{\displaystyle r_{2}}和軌道速度{\displaystyle v_{2}}。兩顆恆星之間的間隔表示為{\displaystyle r}，並假定為常數。  由於引力沿著兩顆恆星中心的一條直線作用，我們可以假設兩顆恆星圍繞其質量中心有一個相等的時間週期，因此彼此之間的間隔是恆定的。
為了得到克卜勒第三定律的牛頓版本，我們可以考慮從[[牛頓第二定律勘使。該定律指出："作用在物體上的淨力與物體的質量和合成的加速度成正比。" 
{\displaystyle F_{net}=\sum \,F_{i}=ma}
式中的{\displaystyle F_{net}}是作用在物體{\displaystyle m}上的淨力， {\displaystyle a}是物體的加速度。
將向心加速度的定義用於牛頓第二定律，得到
{\displaystyle F={\frac {mv^{2}}{r}}} 
然後利用軌道速度
{\displaystyle v={\frac {2\pi r}{T}}} 
我們可以將每顆恆星上的力表示為
{\displaystyle F_{1}={\frac {4\pi ^{2}m_{1}r_{1}}{T^{2}}}} 和 {\displaystyle F_{2}={\frac {4\pi ^{2}m_{2}r_{2}}{T^{2}}}}
如果們利用牛頓第三定律："每一個作用力都有一個相等的反作用力"
{\displaystyle F_{12}=-F_{21}} 
我們可以使每一顆恆星上的力相等。
{\displaystyle {\frac {4\pi ^{2}m_{1}r_{1}}{T^{2}}}={\frac {4\pi ^{2}m_{2}r_{2}}{T^{2}}}}
這將簡化為
{\displaystyle r_{1}m_{1}=r_{2}m_{2}}
如果我們假設兩顆恆星的質量不同，那麼這個方程式告訴我們：質量較小的恆星距離質量中心較質量大的恆星更遠。兩顆恆星分離的距離{\displaystyle r}是
{\displaystyle r=r_{1}+r_{2}}
因為{\displaystyle r_{1}}和{\displaystyle r_{2}}會形成一條從相反的方向開始，在質量中心連結的直線。 
現在我們可以將這個運算式代入一個描述恆星受力的方程式中，從心排列組合，找到一個關於恆星位置與兩顆恆星質量，以及它們之間距離的運算式。同樣的，對於{\displaystyle r2}，這個問題也可以得到解決。我們發現
{\displaystyle r_{1}={\frac {m_{2}a}{(m_{1}+m_{2})}}}
把這個方程式帶入其中一顆恆星上力的方程式，使之等於牛頓萬有引力定律（即{\displaystyle F=Gm_{1}m_{2}/a^{2}}），和解出週期平方得到所需的結果：
{\displaystyle T^{2}={\frac {4\pi ^{2}a^{3}}{G(m_{1}+m_{2})}}}
這是牛頓版的克卜勒第三定律。除非{\displaystyle G}是非標準單位，也就是如果質量不是用太陽質量來衡量，軌道週期不是用年來衡量，軌道半長軸不是用天文單位（即不使用地球的軌道參數），這將不起作用。但如果，在整個計算過程中都使用國際單位制，它依然有作用。

## 確定恒星質量
聯星系統在這兒特別重要：因為它們彼此環繞軌道運行，通過觀察和研究它們彼此圍繞質心的軌道和參數，可以了解它們相互作用的引力。在應用克卜勒第三定律之前，必須考慮目視聯星軌道的傾角。相對於地球上的觀測者，軌道通常是傾斜的。如果是0°，這些平面將被視為重合；如果是90°，它們將被視為側面。由於這種傾斜，橢圓的真軌道將在天球平面上投射一個橢圓的視軌道。克卜勒第三定律仍然成立，但比例常數隨著橢圓視軌道的變化而變化。
軌道傾角可以通過量測主星和視焦點之間的距離來確定。一旦知道了這些資訊，就可以算出真實的偏心率和真實的半長軸。因為若傾角大於0°，視軌道將比真實軌道短，這種影響可以用簡單的幾何圖形來修正
{\displaystyle a={\frac {a''}{p''}}}
其中{\displaystyle a''}是真正的半長軸，{\displaystyle p''}是視差。
一旦知道了真實軌道，就可以應用克卜勒第三定律。我們用可觀測的量來重寫它，成為
{\displaystyle (m_{1}+m_{2})T^{2}={\frac {4\pi ^{2}(a''/p'')^{3}}{G}}}
從這個方程式中，我們得到了聯星系統的質量和。記得我們之前推導的方程式， 
{\displaystyle r_{1}m_{1}=r_{2}m_{2}}
此處
{\displaystyle r_{1}+r_{2}=r}
我們可以求出半長軸的比值，從而得到兩者質量的比值
{\displaystyle {\frac {a_{1}''}{a_{2}''}}={\frac {a_{1}}{a_{2}}}}
並且
{\displaystyle {\frac {a_{1}}{a_{2}}}={\frac {m_{2}}{m_{1}}}}
恆星個別的質量遵循這個比率，並知道個別恆星和系統的質量中心之間的間隔。

## 質光關係
為了找到恆星的光度，必須觀察輻射能的流動速率，也就是輻射通量。當以觀察到的光度和質量作圖時，就得到了質光關係。這個關係是阿瑟·艾丁頓在1924年發現的。
{\displaystyle {\frac {L}{L_{\odot }}}=\left({\frac {M}{M_{\odot }}}\right)^{\alpha }}
其中，L是恆星的光度，M是它的質量。L⊙和M⊙是太陽的光度和質量。對主序星而言，{\displaystyle \alpha }的值通常是3.5。 這個方程式和通常的值3.5僅適用於質量為2M⊙ < M < 20M⊙的主序星，並且不適用於紅巨星和白矮星。對於這些恆星，因為這些恆星有不同的質量，這個方程式適用不同的常數。對於不同的質量範圍，質光關係的適當形式是 
{\displaystyle {\frac {L}{L_{\odot }}}\approx .23\left({\frac {M}{M_{\odot }}}\right)^{2.3}\qquad (M<.43M_{\odot })}
{\displaystyle {\frac {L}{L_{\odot }}}=\left({\frac {M}{M_{\odot }}}\right)^{4}\qquad \qquad (.43M_{\odot }<M<2M_{\odot })}
{\displaystyle {\frac {L}{L_{\odot }}}\approx 1.5\left({\frac {M}{M_{\odot }}}\right)^{3.5}\qquad (2M_{\odot }<M<20M_{\odot })}
{\displaystyle {\frac {L}{L_{\odot }}}\varpropto {\frac {M}{M_{\odot }}}\qquad (M>20M_{\odot })}
恒星的光度越大，質量就越大。一顆恆星的絕對星等或光度可以通過它的視星等和已知的距離來得到。恆星的全波段星等是以太陽質量為單位，根據其質量繪製的。這可以通過觀測來確定，然後通過質光關係得出恆星的質量。巨星和主序星適用於這樣的關係，但超巨星和白矮星不適用。質光關係非常有用，因為通過觀察聯星，特別是目視聯星，許多恆星的質量都是通過這樣的關係找到的。因為天文學家已經深入瞭解恆星的演化，包括它們是如何誕生的。

## 光譜分類
一般而言，目視聯星可以依據分成三類，主要是通過考慮兩顆恆星的顏色來確定。
"1.由一顆恆色或微紅的主星，和一顆藍色的伴星組成，而伴星通常是星等較暗的那一顆……
2.大小和顏色差異都很小的系統……
3.系統中較暗的恆星是紅色的……"
第一類聯星的光度大於第三類聯星。聯星的顏色差異與其自行的差異縮小有關。
在1921年，利克天文台的Frederick C. Leonard寫道：
"1.伴星是矮星時，光譜通常比主星更紅；而巨星是主星，其較暗伴星的光譜通常比較亮的主星更藍。 在這兩種情況下，光譜類別的絕對差異似乎通常與成分之間的差異有關……。
2.除了一些例外，雙星各成員的光譜相互關聯，符合恆星的赫羅圖的構型……" 
當目視聯星的一個成員或兩者都不在主序列上時，就會出現很有趣的情況。如果一顆恆星比主序星更明亮，那麼它不是非常年輕，因此還在重力收縮的階段，就是處與演化的主序星之後的階段。因為對聯星的研究在這裡很有用，與單獨恆星不同的是，可以確定是哪個原因造成的。如果主星是在引力收縮的，因為質量較大的恆星成為主序星的速度會比質量腳小的伴星更快，因此伴星將比主星更慢成為主序星，也就是會比主星更晚進入主序帶。